# Alfredo Falcioni
Alfredo Falcioni (Cuzzego, 9 giugno 1868 – Ghiffa, 4 luglio 1936) è stato un politico italiano.
Fu avvocato, consigliere(1899-1907) (1921-1922) e presidente del consiglio provinciale di Novara  (1914-1920). In seguito divenne Ministro dell'agricoltura italiano nel 1920 nel governo Nitti I (23 giugno 1919 al 21 maggio 1920)  e Ministro della Giustizia nello stesso anno nel governo Nitti II (21 maggio 1920 al 15 giugno 1920). Eletto deputato nel 1900, fedelissimo di Giovanni Giolitti.
Fece parte dal 1919 del Gruppo della Democrazia liberale e dal 1921 del Gruppo del Partito democratico italiano.
Fu Presidente della Commissione per l'esame del problema delle vie di comunicazione tra l'Italia e la Svizzera,  Membro della delegazione internazionale del Sempione e Membro del contenzioso diplomatico.
Il Falcioni che non si presentò alle elezioni del 5 apr. 1924, venne nominato senatore nel marzo del 1929.
Fu membro dei consigli di amministrazione di diverse società, come la Trasporti Gondrand e la Edison. Queste sue cariche furono fortemente criticate dai socialisti.
Nonostante un iniziale lontananza nel 1932 chiese ed ottenne l'iscrizione al Partito Nazionale Fascista e ne restò membro fino alla morte.
Fu membro della Commissione per l'esame dei disegni di legge per la conversione dei decreti-legge (8 marzo 1930-19 gennaio 1934) (1º maggio 1934-4 luglio 1936) Membro supplente della Commissione d'accusa dell'Alta Corte di Giustizia (1º maggio 1934-4 luglio 1936)
È sepolto nella tomba di famiglia di Cuzzego, piccola frazione del comune di Beura Cardezza.